# 護国寺 (京都市)
護国寺（ごこくじ）は、京都市山科区竹鼻にある日蓮宗の寺院である。山号は了光山。旧本山は京都妙傳寺。勇師法縁。
1872年（明治5年）までは僧侶の教育機関である山科檀林であった。

## 歴史
護国寺は1643年（寛永20年）、京都市左京区にある本山妙傳寺十四世、法性院日勇によって真言宗護国院の跡地に開創された。
日勇は学徳高く、常に学室道場の必要を感じて洛中法華21ヶ寺の一つ、本山妙傳寺に歴世となるや現在の京都市山科区竹鼻に真言宗の古刹護国院の廃寺跡あると聞くに及び、これを求めて一宇を建立した。これが今の護国寺である。また日蓮宗の僧侶教育機関である山科檀林として1872年（明治5年）まで二百数十年間機能した。
四条隆術の室、妙慧院殿了光日耀大姉は深く日勇に帰依し開基檀越となる。紀州徳川家2代徳川光貞の室・安宮照子は一族菩提のため、総門・学徒寮を寄進した。さらに時の天皇・後水尾天皇の中宮・東福門院（徳川和子）は日勇を召して法華経を受講し、深く帰依し方丈・大講堂を寄進した。また、自ら縫った菊の御紋・金紋袈裟を下賜された。日蓮宗初の金紋袈裟と伝わる。以後、山科檀林の歴代化主は着衣を許され登檀した。1872年（明治5年）に山科檀林が廃止されると、20年間住職が常住せず境内は荒れ果てた。同年、廃仏毀釈により学室・学寮を失う。1892年（明治25年）に東音院日瑞が入寺するに及んで、荒地を開墾し、私財を投じて鐘楼・板頭寮・土蔵を移転修理、妙見堂を改修した。在職25年、その功績から中興の祖と仰がれる。

## だんじょの水
毎年この地は、水不足で苦労する土地であった。村民たちは用水工事を護国寺に懇願し、護国寺の僧侶と一体となって、余水を地下埋設水路によって導水する、画期的難工事を完成させた。時期は1690年（元禄3年）と伝わる。これを「だんじょ用水」と言う。以来三百有余年「だんじょ用水」は、昭和初期まで夏は冷たく、冬は温かい清らかな水が管一杯に溢れ、地域の人々の生活を支えてきた。近年地下鉄工事によって枯渇してしまったが、由緒ある史跡を憂い、保存会を立ち上げ「だんじょの水」として改修された。なお、だんじょとは「山科檀林」の別称である。現在、当地には浄行菩薩が祀られ、近隣交流の核として機能している。

## 寺宝
- 金紋袈裟（きんもんげさ） - 開山・日勇が後水尾天皇の皇后・東福門院から寄進された菊のご紋金紋袈裟。五條袈裟と七条袈裟を寄進。日勇没後、五條袈裟は京都市左京区にある本山妙傳寺に相伝。七条袈裟は今も護国寺に格護されている。
- 総門（そうもん） - 紀州徳川家二代藩主徳川光貞の室・安宮照子による寄進。現存する。
- 弁財天（べんざいてん） - ある日、開山の日勇の夢に弁財天女が現れ「我は昔、護国院に祀られていた地主神である。法悦のあまり護国寺を永く火難から守護する」と誓った。ここから護国院の旧名を残して護国寺となった。また誓い通り、今に至るまで火災にあっていない。弁財天女は現在も護国寺に火伏せ火難除け守護として祀られている。
- 妙見菩薩（みょうけんぼさつ）と詫び証文（わびしょうもん） - 江戸時代のある日、護国寺に泥棒が入り、金品を盗まれたことがあった。しかしその日以来、泥棒の夢の中に妙見菩薩が現れ「護国寺に返せ」と何度も告げた。恐れをなした泥棒は護国寺に戻って謝罪し、詫び証文を書いた。それ以後、妙見菩薩は開運と共に盗難除け守護として祀られ、詫び証文は今も護国寺に大切に伝えられている。

## 護国寺の馬場
三条通りと醍醐街道の交差点に「馬場」があったが、1900年（明治33年）頃に消滅した。境内地を二分する街道が通ることとなる。

## だんじょ餅
1819年（文政2年）竹鼻村（現在の竹鼻竹ノ街道町）で三条街道に面する一軒の餅屋が商売をはじめる。明治元年まで営業していた。

## アクセス
- JR山科駅から徒歩5分
- 京都市営地下鉄東西線山科駅から徒歩5分
- 京阪京津線京阪山科駅から徒歩5分